# 邱清泉
邱清泉（1902年1月27日—1949年1月10日），學名青錢，字雨庵，浙江省温州永嘉縣蒲洲鄉（今溫州市龍灣區蒲州）人，1921年以第二名畢業於浙江省立第十中學（現溫州中學），1922年半工半讀於上海大學社會學系。1924年7月錄入廣州黄埔軍官學校工兵科第二期，1937年德國柏林陸軍大學畢業。
中華民國陸軍二級上將，抗戰期間曾任新編第二十二師師長與第五軍軍長，參與崑崙關戰役與滇西缅北战役。抗戰勝利後參與國共內戰，為第二兵团司令，在徐蚌會戰中陣亡。頗能近體詩，人稱「將軍詩人」。又由于邱清泉为人桀骜不驯，和同僚、上司向来关系不良，而且作战风格大胆泼辣，亦被称为“邱疯子”。

## 早年生活
父邱箴燦（1867年-1938年），母余氏。1922年入上海大學社會系就讀，1924年進入位於廣州黃埔的陸軍軍官學校，為第二期工兵科學生。受教期間，即參與弭平廣州商團叛亂事件，東江戰役，與弭平廣州叛亂事件。1925年畢業，任少尉排長，參與惠州戰役，升中尉。
1926年調回黄埔官校，升上尉連長。廣州國民政府發動北伐战争，邱清泉率入伍生連配屬於第4軍，曾參與汀泗桥战斗，武昌攻城戰與南昌战斗。陸軍軍官學校於1927年遷至武昌時，邱上尉率入伍生回校上課，但在寧漢分裂時為共产党所禁錮，同時被拘者還包括彭孟緝等廿餘人。逃出後抵金陵，任北伐總司令部訓練處少校科員，旋任第9師營長，參與龍潭之役。
1928年升中校，1929年任第二師工兵營營長，參與中原大戰。1931年任第十師上校團長，1933年升少將，任中央陸軍軍官學校政治訓練處處長。1934年考取公費留学德国，先入工兵專門學校，結訓後進入柏林陸軍大學受訓，並曾參與1936年納粹德國陸軍的秋季大演習。1937年畢業回國，任教導總隊參謀長，並以此職參與對日抗戰。

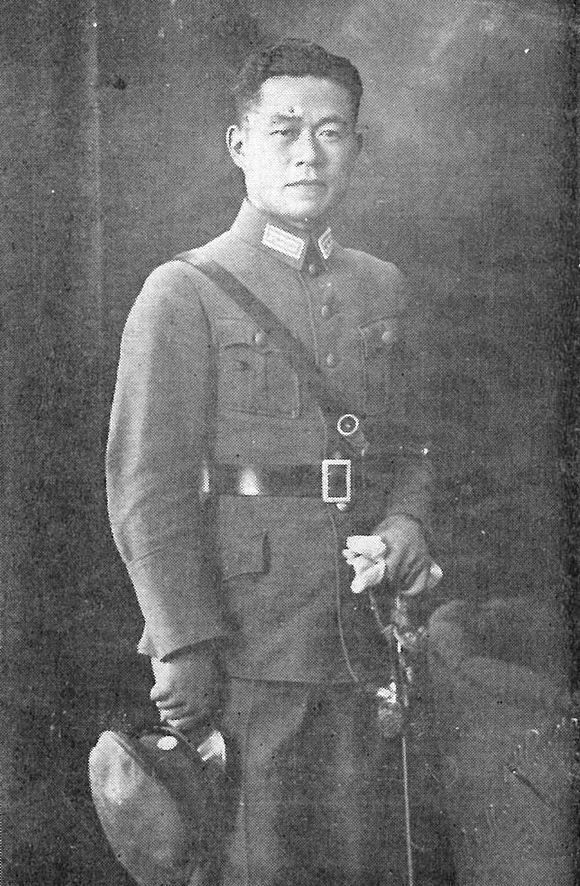
攝於1930年代中期

## 對日抗戰

### 南京保衛戰
1937年七七事變爆發，邱少將於11月隨教導總隊移駐江寧，12月日軍進攻南京時，駐守於中山門與中華門一線，12月12日時日軍攻入中華門，部隊撤退時被困在南京鄉間，期間還曾被日軍第5师团第9旅团徵服勞役，但未被發覺其身份。1938年逃出後，出任由陸軍裝甲兵團擴編而成的機械化第二〇〇師副師長。5月，日軍進攻徐州，第二〇〇師之一部編組為突擊軍第一縱隊，由邱清泉任司令，該部為機械化縱隊，被編入第一戰區司令部，抵蘭封對抗沿隴海鐵路進攻之日本陸軍第14師團。9月調鄭州，復率機械化縱隊參與信陽之役。

### 崑崙關戰役
1938年10月，第二〇〇師的戰車部隊改為第五軍直屬裝甲兵團，並恢復為步兵師納入其編制，此時第五軍下轄第二〇〇師，新編第二十二師（以下簡稱新二十二師）與榮譽第一師。邱清泉此時擔任任新二十二師師長，負責組訓新兵，並修訂步兵班教範（後推行全軍）。1939年11月，日軍登陸廣東欽防，欲切斷中國與越南之國際交通線，並於12月4日攻占崑崙關。第五軍率所部於12月16日發動反攻，新二十二師奉命迂迴崑崙關，於20日切斷崑崙關交通線。第五軍於12月31日攻下崑崙關，並於1940年1月18日換防之前都在崑崙關周邊高地與日軍激戰。
此役日軍第5師團第21旅團旅團長中村正雄少將陣亡，兩個步兵聯隊與一個砲兵大隊被殲滅，聯隊長亦陣亡。邱因功升第五军副军长，并获颁四等宝鼎勋章，也因在此战中之勇猛表现，获得“邱疯子”的绰号。

### 滇西戰役

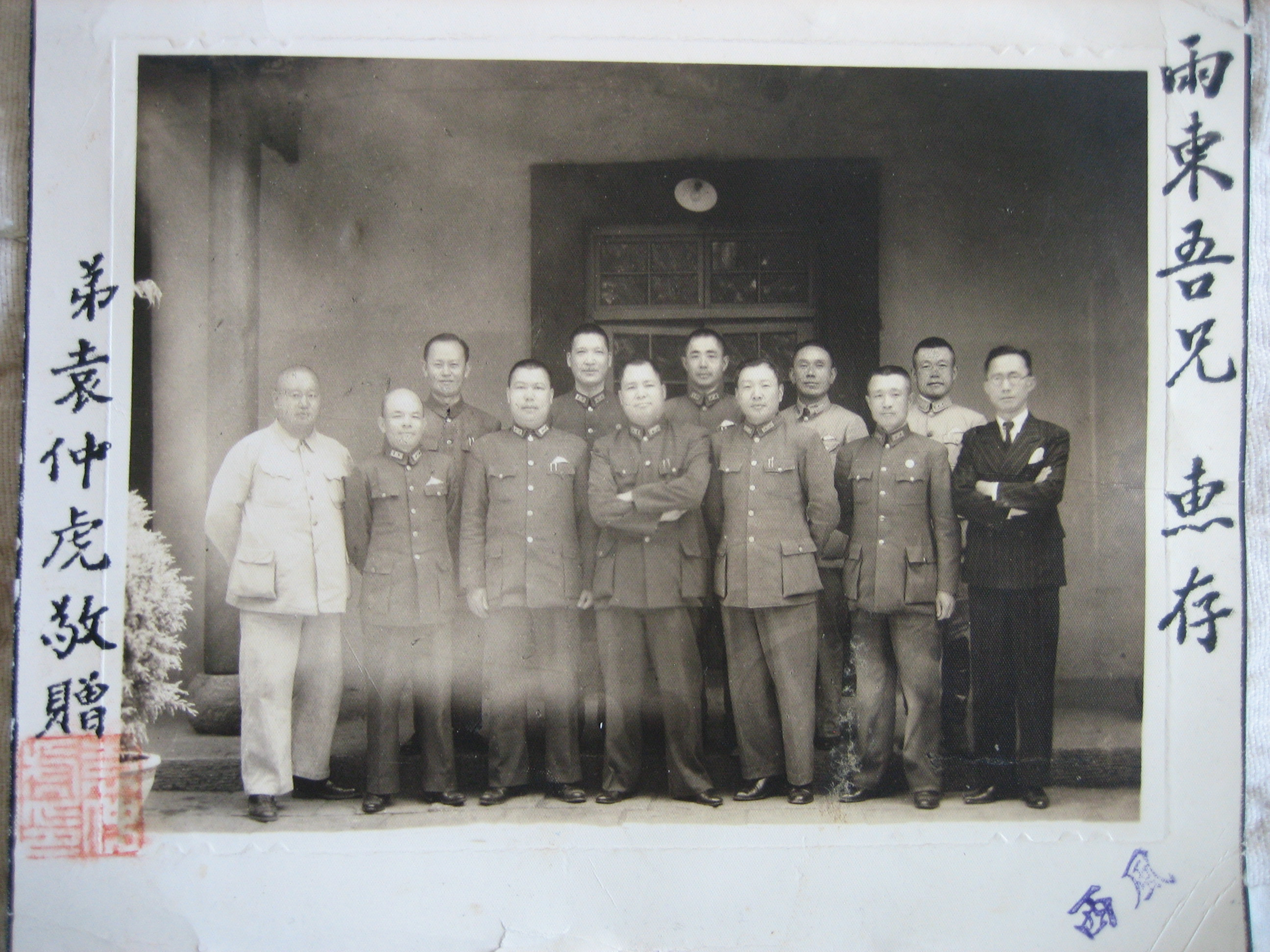
国军将领于雲南合影，邱位于第二排右手.

邱少將於1940年調委員長侍從室參議，1941年任軍訓部訓練處處長兼重慶第三警備區司令。1942年轉中央陸軍軍官學校西安第七分校副主任，升中將，調新編第一軍軍長，旋於1943年1月改任第五軍軍長。1943年底，國軍駐印度部隊開始反攻緬北，1944年8月，第五軍第二〇〇師與部份軍部直屬部隊奉派前往滇西龍陵參戰，歸第11集團軍節制，邱軍長亦前往督戰。第二〇〇師於10月切斷龍陵交通線，助國軍於11月收復龍陵，後於1945年1月攻占畹町週邊要地，助第二軍於1月20日收復畹町。之後第五軍駐守昆明，直到第二次世界大戰結束。

## 第二次國共內戰

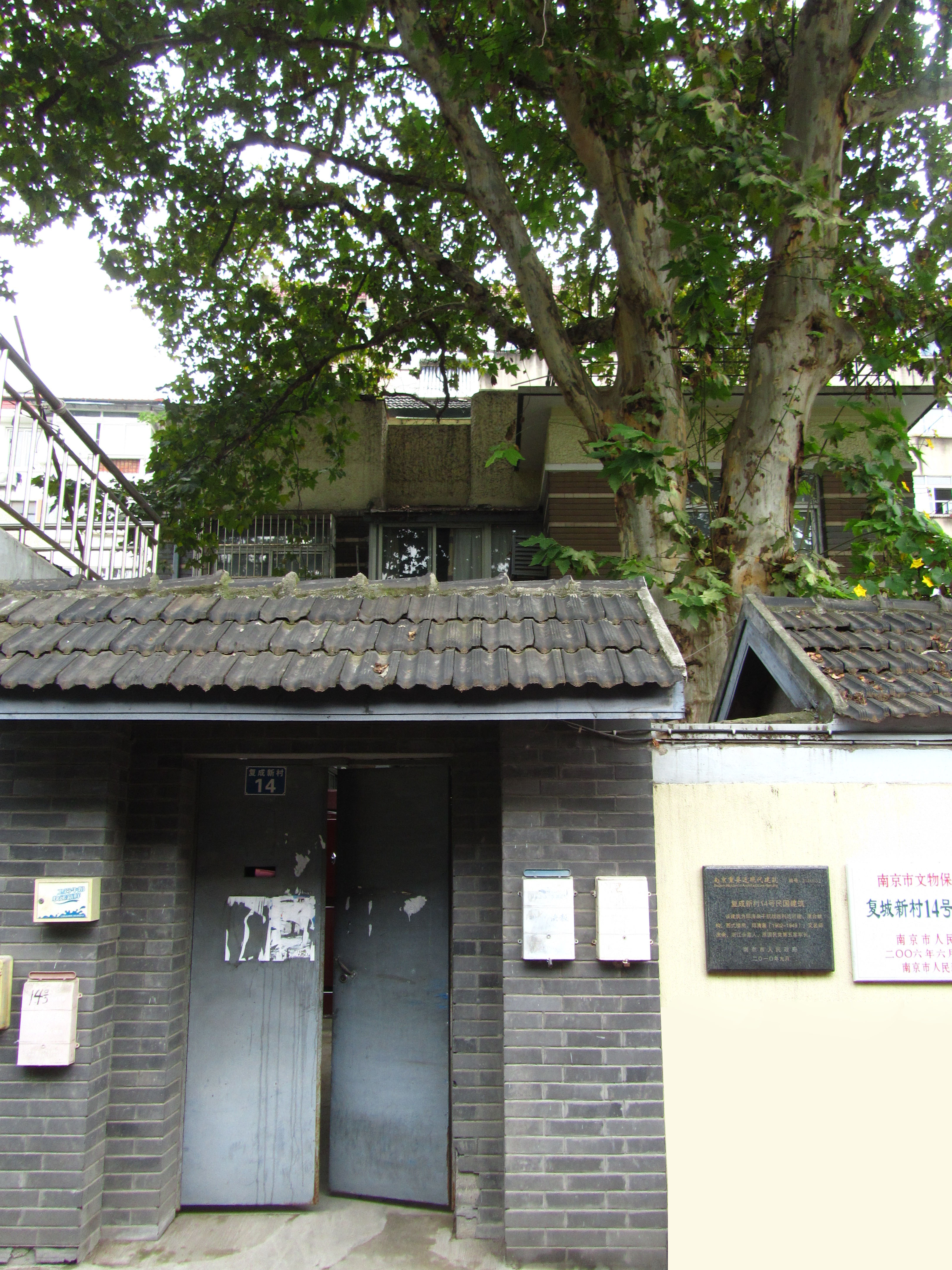
复成新村14号邱清泉公馆旧址

1945年10月3日，第五軍奉命解除雲南省政府主席龍雲職務，以及昆明行營在昆明地區各直屬部隊之武裝。除零星衝突外，各直屬部隊武裝於3日晚即已解除。龍雲被圍於省政府，至7日離開昆明。
1946年3月，第五軍調防南京，由於陳毅率新四軍占據安徽天长與盱眙一帶，於是第五軍於7月調淮南，與並分別於7月29日與30日攻占天水與盱貽。随后北调宿县，对敌方淮北军分区进行扫荡，一路所向披靡。 8月，第5軍奉命轉戰魯西地區，同友邻整编十一师协同作战，通过龙凤战役等一系列战斗，将敌方刘伯承部逐出鲁西地界。直到1947年2月。3月，第五軍劃歸第二兵團節制，邱中將兼第二兵團副司令，轉戰魯南與魯中，7月轉戰魯西，9月第五軍改稱整編第五師，參與鄆城會戰，在丁里长一带面对敌方粟裕所部主力围攻，岿然不动，在友邻吴化文部协同下，以第二〇〇师与友军连接，以第四十五师迂回，坚持敌攻我左翼，我右翼攻敌，经艰苦卓绝之奋战，于千钧一发之际，因部下邓军林无畏援军之到达，终将敌击退。10月調平漢線，歸陸軍總部鄭州指揮所節制。11月整編第五師擴編為整編第五軍，轄整編第五師與整編第七十師與整編第八十三師，轉戰黃泛地區，並於1948年初確保隴海路的交通。
1948年5月，陸軍總部徐州指揮所令整編第五軍前往豫東，與粟裕所部交戰。但在6月18日，粟裕部攻進開封，由於開封為國軍補給基地，於是整編第五軍奉命馳援開封。但整編第五軍未抵開封，開封即於22日失守，於是邱軍長迂迴開封西南，於25日在陳留截斷粟部，遂於26日收復開封。但由於區壽年兵團在杞縣被圍，欲來解圍的黃伯韜兵團，在區壽年兵團覆滅時亦被圍於帝邱店，於是整編第五軍奉命馳援黃伯韜兵團，後於7月6日達成任務。此役稱為豫东战役，國防部稱解放軍損失約10萬餘人，但國軍共2個整編師與1個獨立旅被解放軍殲滅，損失亦超過9萬餘人。
。但在戰後檢討中，蔣介石認為整編第二十五師作戰有功，師長黃百韜獲頒青天白日勳章，但整編第五軍邱清泉所部「行動遲緩，應另行議處」。有論者認為此為邱、黃兩人不和之始。戰後，整編第五軍主力整編第八十三師被調出，不久恢復第一〇〇軍番號。徐蚌會戰期間，被劃入黃百韜兵團。且邱清泉在本次作戰中，發現由國防部所傳來情報不確實，問題相當嚴重
，加上1947年間的諸次戰役亦有類似情況 。
1948年9月，任第二兵團副司令，10月任司令，駐碭山。第二兵團於11月7日奉命移駐黃口，11日徐蚌會戰奉命增援被解放軍圍於碾莊地區的第七兵團（司令黃百韜），但在22日被阻於離碾莊12公里處的大許家一線，無法突破。而碾莊陣地已於21日被攻破，22日下午第7兵團覆滅。第二兵團解圍不成後回防徐州外圍，30日奉命放棄徐州，由於撤退路線為部隊與難民所塞，且為解放軍阻擊，12月3日始達陳官莊，但亦在同日與第十三兵團一同被圍。4日第2兵團提出突圍作戰計劃，欲以軍或師為單位，作輻射狀突圍，但在徐州剿匪总司令部副总司令兼前进指挥部主任杜聿明中将所主持的會議中，因第七十四軍軍長邱維達反對而否絕該議。1949年1月6日，解放軍發動全面攻擊，9日攻進陳官莊陣地，10日凌晨，由於兵力折損殆盡，徐州剿匪总司令部前进指挥部副主任兼第二兵团司令官邱清泉中将亲率兵团部特务营发动反擊，血战殉职（一说突围不成邱氏饮弹自戕） 。1949年3月16日，第五軍軍長熊笑三在溪口，向蔣經國細述邱清泉「自殺成仁經過」:169。中華民國政府追贈邱清泉爲陸軍二級上將。

## 榮譽與紀念

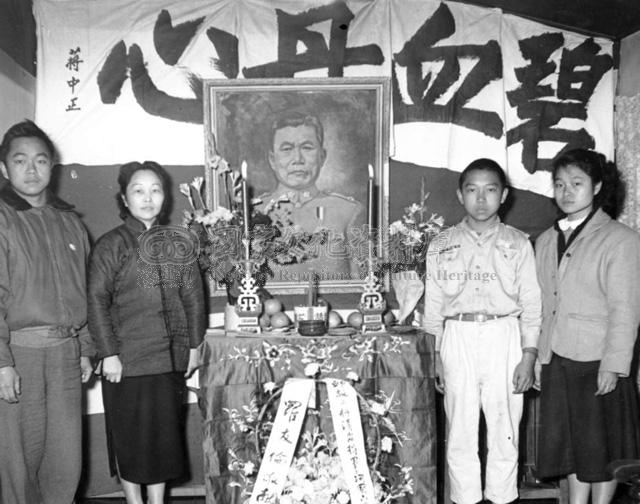
邱清泉上将殉國六周年家奠

因崑崙關之役與滇西戰役，邱清泉獲頒四等與三等寶鼎勳章。與解放軍作戰時，亦於1947年3月14日獲四等云麾勳章，同年4月15日晋颁三等云麾勋章。中華民國政府在1949年7月頒褒揚令，1950年下令入祀台灣忠烈祠，1951年復頒褒忠狀。1952年，邱清泉去世三週年紀念，蔣介石親筆題橫額「碧血丹心」以茲紀念。1954年4月3日完工的台7甲線清泉橋，1961年，台中裝甲兵訓練基地改名為清泉崗基地，1966年3月20日，台中公館機場改名為清泉崗機場，皆以紀念邱清泉。
邱清泉著有《教戰一集》《教戰二集》《建軍從論》等一系列軍事著作，現均傳世。

## 家庭
1920年與溫州同鄉黃氏結婚，育有1子邱國賢。1929年在南京，與葉蕤君小姐結婚，生3子（邱國渭、邱崑崙等）2女（邱莉娜、邱莉娃）。兩位夫人與2子2女均在大陸易手前抵達臺灣。次子邱國渭留於上海，1952年從聖約翰大學畢業後，分配到上海圖書館，做外文書籍的採編工作。文革之後，當選上海市政協委員，後前往美國定居。

## 學養
邱清泉饱读诗书，多有佳言名句，列举如下：
1、昆仑关战役后，国民政府授予邱清泉四等宝鼎勋章，调任国民革命军第五军副军长。邱也认为这是他平生最畅快淋漓的一仗，意气风发之余，赋诗道：
岁暮克昆仑，旌旗冻不翻。
天开交趾地，气夺大和魂。
烽火连山树，刀光照弹痕。
但凭铁和血，胡虏安足论。
2、1943年秋，邱清泉母亲去世，邱清泉忙于整训部队，只好作诗三首，遥祭母亲：
海天遥望落霞红，机抒声消井臼空。
常为远游违左右，徒劳征战转西东。
寒霜肃杀悲慈竹，冷雨凄凉泣古桐。
纵有俸钱多十万，承欢无路哭秋风。
更泽危坐对寒釭，怕听空庭雨打窗。
蜡烛烧残肠欲断，拚将秋泪落双双。
帘卷潇湘夜欲沉，愁肠敲断五更砧。
秋风吹入丝丝雨，似共劳人泪下襟。
3、1944年8月，第五軍第二〇〇師與部份軍部直屬部隊奉派前往滇西缅北參戰，歸第十一集團軍節制，邱軍長亦前往督戰，并作诗一首：
万里云山北望频，南天立马一劳人。
邑多衰落伤农圃，路有饥寒耻重臣。
生意哀怜驱嬴马，道心消逝伴朱轮。
烟村残野夕阳处，枉自风光画样新。
4、1945年春，邱清泉率中國远征军从中缅边境班师回朝，经过云南保山时，感慨万分，写诗道：
安论经纬起斯民，终为浮云蔽日频。
独仰云山遥万里，常挥涕泪泣孤臣。
5、赐本军立功诸将士，此诗作与在冀南追击敌军之时，指出了國民黨和共產黨之别，表现出强烈的汉民族正统意识。
汗马黄沙百战勋，神州多难待诸君。
從來王業归汉有，岂可江山与贼分。
暖日照融千树雪，寒风吹散满天云。
犹多狐鼠遁逃处，河朔家家望五军。
6、1947年9月第五軍改稱整編第五師，參與鄆城會戰，邱清泉作诗一首：
千里入荒城，又是匆匆别。宅第尽废墟，道路人踪绝。
乌雀绕枝头，蛇鼠出野穴。不知人意苦，但闻声哀咽。
何处是青山，定多杜鹃血。入夜秋风起，云浮月明灭。
鸿雁何悲鸣，征夫心胆裂。故园人岂知？天际愁肠结。
7、为黄泛区会战后回乡访亲之间所作。前线战局不利，始有隐忧，作：
十年水流東，十年水流西，水流已無時，人事比爪泥。
春殘花濺淚，暑去寒露淒，勝衰付煙雲，得失笑鬪鷄。
孔門聞道死，莊生與物齊，各言誌所取，身后互訶詆。
是非無定論，榮辱不須迷，堂燕尋常入，暮鴉終古啼。
不如傾斗酒，詩成和醉題。

## 注解
1. ↑  「杞縣之役，原可乘攻克開封之餘威，由杞縣東向，迅解七十五師之圍，然軍抵杞縣，國防部又空投情報謂陳庚匪部數縱隊自許昌東向來襲，致將軍分兵備戰，苦戰桃林崗、許崗五日不下。事後始悉此一情報全無事實。」見沈剛伯. . 台北正中書局股份有限公司. 1978.
2. ↑  「當時第五軍南下追剿陳匪，即可予匪痛殲之際，忽空投命令謂博山有匪張靈光部，令北返進剿，至則僅有少數地方團隊與民兵，及回師南下，時逾七日，陳匪已渡運河西去矣。」，遂懷疑高級軍事機關已被中共間諜滲透。見沈剛伯. . 正中書局股份有限公司. 1978.
3. ↑  
他曾說：「今天這個仗是亮子和瞎子打架，瞎子本領再高強，無論如何也不會打贏亮子。中原會戰敌方是亮子，而我們是瞎子，如何能戰？」
他又說：「國防部給我的命令，副本先到共匪那邊。」他這話也是一次一次體驗出來的，這是他不太從命的理由。
他並不自始就如此「驕悍」，起初當馬家集被圍時（卅五年三月），國防部是要他死攻六合的，他也從命，因為那裡離國防部近，國防部派人送來從六合、天長到宿遷十萬分之一的地圖，整個部隊都代為部署好，連行軍的紅藍線都一一指定。等地圖送到時，情勢早已發生變化，他丟了地圖說道：「那這個還要我們指揮官幹什麼？」後來馬家集之圍還是他出奇兵攻下天長時，馬家集才解圍的。他慢慢才體驗到國防部必有匪諜滲透，現在也終於證實劉斐、郭汝瑰皆為匪諜。」，見《吳思珩先生訪問紀錄》，《口述歷史第八期》，1996年，中央研究院近代史研究所
4. ↑  邱將軍撰誓辭曰：「余在 總理孫公靈前，對天盟誓，謹以至誠，報效 黨國，盡忠 領袖，殲滅奸匪，完成革命，不怕死，不苟安，不被俘，不投降，有敵無我，有我無敵！如違誓言，天誅地滅，雷打火燒！皇天后土，實所共鑒。謹誓。宣誓人邱清泉。」
5. ↑  在大陸官方的說法中，邱清泉最後是如同失心瘋一般，在戰場上亂竄，終於被解放軍開槍打死。但存活於海峽兩岸的第二兵團部下士兵的目擊證人都已證實邱將軍係舉槍朝自己腹部開槍後，由远碩卿上尉補發兩槍而死。參見邱子靜. . 台北黎明文化事業公司出版. 1987.與远碩卿. . 人民政協許昌市魏都區委員會文史委出版. 1994.
6. ↑  蔣經國. . . 台北: 正中書局. 1988.
7. ↑  邱清泉並未獲得青天白日勳章，參見榮鑑光著之《國光勳章及青天白日勳章人物誌》，與祝康明編著之《青天白日勳章受勳人圖錄》
8. ↑  典出《莊子·外物》：「萇弘死于蜀，藏其血，三年而化為碧。」
9. ↑  圖29（蔣介石題橫額原件），刊《大決戰》，香港：中原出版社，1991年4月

## 外部連結
- 相容中西的文人將軍邱清泉[永久]
- 大中華民國抗日名將邱清泉傳